# ФК Локомотив (Тбилиси)
Вижте пояснителната страница за други значения на локомотив.
ФК „Локомотив“ (на грузински: დილა გორი) е професионален футболен отбор от град Тбилиси, Грузия.
Клубът е основан през 1936 г. Играе домакинските си мачове на стадион „Михаил Месхи“, който разполага с капацитет от 24 680 места. Участник в Еровнули лигата – най-високото ниво на грузинския клубен футбол.

## История
Играе във висшата лига на СССР два сезона: през 1938 и 1940 години. След 20 мача „с решение на секретариата на ВЦСПС тбилиския футболен отбор „Локомотив“ за ниски технически резултати е изключена от участниците на първенствата на СССР по футбол“.
„Локомотив“ се слави със своята академия, благодарение на която много грузински футболисти играят в Европа. Явява се представител на грузинската троица, сред които „Динамо“ и „Сабуртало“. Най-знаменитите футболисти на „Локомотив“ се явяват Кахабер Цхададзе и Михаил Месхи.
От 1997 играе във висшата лига на Грузия. Сред най-популярните футболни клубове на Грузия.
Трикратен носител на Купата на Грузия.

## Успехи

### СССР
- Шампионат на Грузинска ССР
  -  Шампион (3): 1937, 1945, 1956

### Грузия
- Еровнули лига
  -  Второ място (1): 2001/02
- Купа на Грузия
  -  Носител (3): 2000, 2002, 2005.
  -  Финалист (1): 2019

## Предишни имена
- 1936 – „Локомотив“ (Тифлис)
- 1936 – 1986 – „Локомотив“
- 1988 – 1988 – МЦОП-„Локомотив“
- 1989 – 1989 – „МЦОП“
- от 1996 – „Локомотив“

## Известни играчи
- Алеко Мзевашвили
- Гоча Мачаидзе
- Нодар Ахалкаци
- Кахабер Цхададзе
- Заза Джанашия
- Михаил Кавелашвили
- Арчил Арвеладзе
- Давид Муджири
- Важа Тархнишвили
- Ислам Инамов
- Лаша Салуква́дзе